# Folly Seeing All This
Folly Seeing All This - album austriackiego kompozytora i trębacza Michaela Mantlera. Nagrany
w czerwcu 1992 w Angel Studios w Londynie, wydany w 1993.

## O albumie
Muzyka zarejestrowana na tej płycie skomponowana została przez Michaela Mantlera. "What is the Word" to utwór, w którym wykorzystane zostało ostatnie dzieło Samuela Becketta, poemat pod tym właśnie tytułem, napisany przez niego na krótko przed śmiercią w 1989 r.

## Muzycy
- Michael Mantler - trąbka
- Rick Fenn - gitara elektryczna
- Wolfgang Puschnig - flet altowy
- Karen Mantler - fortepian, śpiew na "What is the Word"
- Dave Adams - wibrafon, dzwony rurowe
- Jack Bruce - śpiew na "What is the Word"

### The Balanescu Quartet (Kwartet smyczkowy Balanescu)
- Alexander Balanescu - skrzypce
- Clare Connors - skrzypce
- Bill Hawkes - altówka
- Jane Fenton - wiolonczela

## Lista utworów
| 1. | Folly Seeing All This | 28:44 |
|    |                       |       |
| 2. | News                  | 11:31 |
|    |                       |       |
| 3. | What Is the Word      | 4:37  |
|    |                       |       |
|    |                       | 44:52 |
|    |                       |       |

## Opis płyty
- Producent - Michael Mantler
- Producent wykonawczy - Manfred Eicher
- Inżynier dźwięku - Gary Thomas
- Czas trwania - 44:44
- Projekt wkładki - Dieter Rehm
- Zdjęcia - Nick White
- Firma nagraniowa - ECM Records